# Malacorhinus dilaticornis
Malacorhinus dilaticornis es una especie de insecto coleóptero de la familia Chrysomelidae descrita por Jacoby en 1887.